# On the Beach (nummer van Chris Rea)
"On the Beach" is een nummer van de Britse singer-songwriter Chris Rea. Het nummer werd uitgebracht op zijn gelijknamige album uit 1986. In mei van dat jaar werd het nummer uitgebracht als de tweede single van het album. In 1988 verscheen een nieuwe versie van het nummer op het album New Light Through Old Windows. Deze versie werd in juli van dat jaar uitgebracht als de eerste single van het album.

## Achtergrond
"On the Beach" is geschreven door Rea en geproduceerd door Rea en David Richards. Rea raakte geïnspireerd om het nummer te schrijven toen hij op het Spaanse eiland Formentera was. Hij vertelde in een interview: "Dat is waar mijn vrouw en ik, mijn vrouw en ik werden. Daar gaat het over. Ja, ik was 'tussen de ogen van de liefde'. Het is een prachtig eiland, als je ooit in Europa bent." Het nummer bereikte de 57e plaats in de UK Singles Chart. Daarnaast kwam het in Nederland tot plaats 33 in de Top 40 en plaats 34 in de Nationale Hitparade.
In 1988 nam Rea een nieuwe versie van "On the Beach" op voor zijn album New Light Through Old Windows, dat enkel uit nieuwe versies van oude nummers bestaat, geproduceerd door hemzelf en Jon Kelly. Deze versie werd een grotere hit in het Verenigd Koninkrijk, waar het de twaalfde plaats behaalde, en in Ierland, waar het tot de achttiende plaats kwam.
In 1999 werd de gitaarriff van "On the Beach" gesampled door het duo York op hun single "O.T.B. (On the Beach)". Dit nummer behaalde de vierde plaats in het Verenigd Koninkrijk en kwam ook in een aantal andere Europese landen in de hitlijsten terecht. Bij het optreden van het duo in Top of the Pops speelde Rea zelf de gitaar. Hij zou ook meegaan voor een promotietournee op Ibiza, maar vanwege een hartaanval ging dit niet door.

## Hitnoteringen

### Nederlandse Top 40
| Hitnotering: 09-08-1986 t/m 23-08-1986 | Hitnotering: 09-08-1986 t/m 23-08-1986 | Hitnotering: 09-08-1986 t/m 23-08-1986 | Hitnotering: 09-08-1986 t/m 23-08-1986 | Hitnotering: 09-08-1986 t/m 23-08-1986 |
| Week                                   | 1                                      | 2                                      | 3                                      |                                        |
| -------------------------------------- | -------------------------------------- | -------------------------------------- | -------------------------------------- | -------------------------------------- |
| Positie                                | 35                                     | 33                                     | 33                                     | uit                                    |

### Nationale Hitparade
| Hitnotering: 12-07-1986 t/m 23-08-1986 | Hitnotering: 12-07-1986 t/m 23-08-1986 | Hitnotering: 12-07-1986 t/m 23-08-1986 | Hitnotering: 12-07-1986 t/m 23-08-1986 | Hitnotering: 12-07-1986 t/m 23-08-1986 | Hitnotering: 12-07-1986 t/m 23-08-1986 | Hitnotering: 12-07-1986 t/m 23-08-1986 | Hitnotering: 12-07-1986 t/m 23-08-1986 | Hitnotering: 12-07-1986 t/m 23-08-1986 |
| Week                                   | 1                                      | 2                                      | 3                                      | 4                                      | 5                                      | 6                                      | 7                                      |                                        |
| -------------------------------------- | -------------------------------------- | -------------------------------------- | -------------------------------------- | -------------------------------------- | -------------------------------------- | -------------------------------------- | -------------------------------------- | -------------------------------------- |
| Positie                                | 35                                     | 34                                     | 38                                     | 43                                     | 44                                     | 36                                     | 40                                     | uit                                    |

### NPO Radio 2 Top 2000
| Nummer met noteringen in de NPO Radio 2 Top 2000 | '99 | '00  | '01  | '02 | '03  | '04  | '05  | '06  | '07  | '08  | '09  | '10  | '11  | '12  | '13  | '14  |
| ------------------------------------------------ | --- | ---- | ---- | --- | ---- | ---- | ---- | ---- | ---- | ---- | ---- | ---- | ---- | ---- | ---- | ---- |
| On the Beach                                     | 929 | 1345 | 1001 | 976 | 1304 | 1101 | 1241 | 1352 | 1396 | 1269 | 1424 | 1426 | 1414 | 1774 | 1914 | 1956 |

1. ↑  Een vetgedrukt getal geeft de hoogste notering aan.
2. ↑  Deze tabel is bijgewerkt tot en met de laatste editie (2024).